# Richard Beer-Hofmann
Richard Beer-Hofmann (Viena, 11 de julio de 1866 - Nueva York, 26 de septiembre de 1945) fue un dramaturgo y poeta austríaco, emigrado a EE. UU. a causa del nazismo.

## Trayectoria
Su madre murió muy pronto (a la semana de su nacimiento) y fue adoptado por la familia de su tíos Bertha y Alois Hofmann, en Brno (donde su tío tenía una industria textil). Marcharon a Viena desde 1880, donde estudió en el Akademisches Gymnasium. Luego haría Derecho, y se doctoraría. Por entonces era ya amigo de Hugo von Hofmannsthal, así como de Hermann Bahr y Arthur Schnitzler, de modo que participa destacadamente en el movimiento literario denominado la Joven Viena.
Beer-Hofmann se casó con Paula Lissy en 1897, y tuvieron de inmediato una hija, Miriam Beer-Hofmann Lens.
Comenzó a escribie relatos; luego, escribió cuentos y más tarde poesía; fue premiado en 1905. Su estilo fue considerado impresionista. Durante los años 1920 y hasta 1932 trabajó como director de teatro para el afamado Max Reinhardt, que se vería asimismo obligado a exiliarse tras la conquista del poder nazi. Pues Beer-Hofmann huyó a Nueva York en 1939, después de estar unos meses en Zúrich, donde falleció su mujer. 
En 1945, logró la nacionalidad estadounidense; murió en ese año, en el que recibió el premio de la Academia americana.

## Obra
- Novellen; tr.Novelas
- Der Tod Georgs
- Der Graf von Charolais; El conde de  Charolais
- Gedenkrede auf Wolfgang Amadée Mozart
- Die Historie von König David; esto es La historia del rey David, trilogía incompleta
  - Jakobs Traum; El sueño de Jacob
  - Der junge David; El joven David
- Paula. Ein Fragment; Paula. Un fragmento
- Verse; Versos
- Schlaflied für Mirjam